# Цирк дю Солей: Казковий світ
Цирк дю Солей: Казковий світ (англ. Cirque du Soleil: Worlds Away) — німий 3D фільм режисера Ендрю Адамсона. Прем'єра фільму відбулася 20 жовтня 2012 року на Міжнародному кінофестивалі у Токіо. Театральний реліз відбувся 20 грудня 2012 року в Україні та 20 грудня в США у 2D та 3D форматах. У головних ролях Еріка Лінц та Ігор Заріпов, також у фільмі були залучені акробати Цирку дю Солей. 3D-ефекти, які використовувалося у фільму були високо оцінені критиками під час прем'єри в Токіо.
Випуск фільму на цифрових відеодисках DVD та Blu-Ray відбувся 12 березня 2012 року.

## Синопсис
Молода дівчина Міа, потрапивши на виставу мандрівного цирку, вражена і зачарована виступом повітряного акробата. Але раптом, під час одного зі своїх складних трюків він допускається смертельної помилки і падає з величезної висоти. Міа стрімголов біжить, щоб спробувати допомогти йому, але несподівано земля під ним зникає, і вони разом провалюються крізь арену цирку, прямо до казкового і такого схожого на сон — світу чарів Цирку дю Солей…

## Дублювання українською мовою
Попри те, що фільм позиціонує себе як німе-кіно, все ж декілька діалогів у фільмі є. Дублювання було зроблене на студії «Le Doyen Studio».
Перекладач, автор синхронного тексту і режисер дубляжу: Олекса Негребецький (у титрах Леонід Дмитренко).
Ролі дублювали:
- Еріка Лінц/Мія — Юлія Шаповал,
- Інспектор — Борис Георгієвський,
- Людмила Барбір,
- Катерина Башкіна-Зленко,
- Олена Борозенець,
- Роман Чорний,
- Володимир Канівець,
- Костянтин Лінартович,
- Ганна Соболєва,
- Сергій Солопай,
- Дмитро Сова,
- Михайло Войчук та інші.

## Ланки
- Офіційний сайт (англ.)
- Цирк дю Солей: Казковий світ на сайті IMDb (англ.)
- Cirque du Soleil: Worlds Away на сайті Rotten Tomatoes (англ.)
- Цирк дю Солей: Казковий світ на сайті Metacritic (англ.)
- Цирк дю Солей: Казковий світ на сайті Box Office Mojo (англ.)